# WTA Challenger Karlsruhe
Das WTA Challenger Karlsruhe (offiziell: Liqui Moly Open Karlsruhe) ist ein Tennisturnier der WTA Challenger Series, das erstmals im Juli 2019 auf der Anlage des TC Rüppurr in Karlsruhe ausgetragen wird.

## Siegerliste

### Einzel
| Jahr | Siegerin           | Finalgegnerin       | Ergebnis      |
| ---- | ------------------ | ------------------- | ------------- |
| 2019 | Patricia Maria Țig | Alison Van Uytvanck | 3:6, 6:1, 6:2 |
| 2020 | abgesagt           | abgesagt            | abgesagt      |
| 2021 | Mayar Sherif       | Martina Trevisan    | 6:3, 6:2      |
| 2022 | Mayar Sherif       | Bernarda Pera       | 6:2, 6:4      |

### Doppel
| Jahr | Siegerinnen                       | Finalgegnerinnen                  | Ergebnis          |
| ---- | --------------------------------- | --------------------------------- | ----------------- |
| 2019 | Lara Arruabarrena Renata Voráčová | Han Xinyun Yuan Yue               | 6:72, 6:4, [10:4] |
| 2020 | abgesagt                          | abgesagt                          | abgesagt          |
| 2021 | Irina Bara Ekaterine Gorgodse     | Katarzyna Piter Mayar Sherif      | 6:3, 2:6, [10:7]  |
| 2022 | Mayar Sherif Panna Udvardy        | Jana Sisikowa Alison Van Uytvanck | 5:7, 6:4, [10:2]  |